# Partito del Progresso (Danimarca)
Il Partito del Progresso (in danese: Fremskridtspartiet) è un partito politico attivo in Danimarca dal 1972.

## Storia
Il partito fu fondato dall'avvocato Mogens Glistrup, che aveva ottenuto una notevole popolarità nel Paese grazie a svariate apparizioni televisive in cui dichiarava di aver denunciato lo 0% di reddito imponibile.
In breve tempo Glistrup tenne a battesimo la nuova formazione politica collocandola sul versante destro dello schieramento politico danese e facendo della battaglia contro l'eccesso fiscale il punto di forza del proprio programma.
Il partito partecipa alle elezioni parlamentari del 1973 ottenendo il 15,9% dei voti e 28 seggi, risultando il secondo partito. Nel frattempo si caratterizza come partito di destra populista e a seguito dei contrasti con i conservatori non entra mai a far parte delle coalizioni di centrodestra.
Nel decennio successivo si mantiene su una posizione di circa il 10% dei voti; poi, a metà degli anni ottanta, subisce una battuta d'arresto che lo porta al 4%. Da questo momento nasce la figura di Pia Kjærsgaard che, da leader del partito, accentua le politiche antieuropee e contro l'immigrazione: il partito riesce a raccogliere in questo modo il 9% dei consensi.
Tuttavia il partito perde gradualmente la maggior parte del consenso e nel 1995 un numero considerevole dei suoi esponenti lascia il partito per fondare un nuovo soggetto politico, il Partito Popolare Danese, più moderato.
In occasione delle elezioni parlamentari del 2001 il partito scomparve dal quadro politico nazionale, pur presentandosi in diverse consultazioni regionali.

## Risultati elettorali
| Elezione          | Voti    | %    | Seggi |
| ----------------- | ------- | ---- | ----- |
| Parlamentari 1973 | 485.289 | 15,9 | 28    |
| Parlamentari 1975 | 414.219 | 13,6 | 24    |
| Parlamentari 1977 | 453.792 | 14,6 | 26    |
| Parlamentari 1979 | 349.243 | 11,0 | 20    |
| Parlamentari 1981 | 278.383 | 8,9  | 16    |
| Parlamentari 1984 | 120.461 | 3,6  | 6     |
| Parlamentari 1987 | 160.461 | 4,8  | 9     |
| Parlamentari 1988 | 298.132 | 9,0  | 16    |
| Parlamentari 1990 | 208.484 | 6,4  | 12    |
| Parlamentari 1994 | 214.057 | 6,4  | 11    |
| Parlamentari 1998 | 82.437  | 2,4  | 4     |
| Parlamentari 2001 | 19.340  | 0,6  | 0     |